# Jet Impulse
Jet Impulse è una simulatore di volo sviluppato da Nintendo per Nintendo DS. È stato annunciato il 9 maggio 2006, alla conferenza Nintendo all'E3.
Lo scopo del gioco è sconfiggere un dittatore malvagio e il suo esercito. Il gioco dispone di aeroplani personalizzabili e armi.
Il videogioco utilizza la Nintendo Wi-Fi Connection.